# Jak lodu bryła
Jak lodu bryła – drugi album zespołu Klincz wydany w 1988 roku nakładem wytwórni Pronit.
Aranżacje: Klincz. Kierownictwo muzyczne: Ryszard Kniat. Nagrania zrealizowano przy współpracy Zjednoczonych Przedsiębiorstw Rozrywkowych, Oddział w Poznaniu, w studio „Giełda” Polskiego Radia w Poznaniu. Realizacja akustyczna: Piotr Madziar i Piotr Szczepański. Redaktor nagrań: Ryszard Gloger. Opieka artystyczna: Andrzej Kosmala. Foto i projekt graficzny: Wiesław Gąsiorek.

## Lista utworów
źródło:.
strona A
1. „Pod latarnią” (muz. R. Kniat, sł. U. Kasprzak) – 4:00
2. „Jak lodu bryła” (muz. R. Kniat, sł. J. Sławko) – 3:30
3. „Dokąd, po co i jak” (muz. R. Kniat, sł. J. Sławko) – 4:23
4. „Dla ciebie staczam się” (muz. R. Kniat, sł. M. Dutkiewicz) – 4:22
5. „Wielki wyścig” (muz. R. Kniat, sł. M. Dutkiewicz) – 3:30

strona B
1. „Koty” (muz. R. Kniat, sł. U. Kasprzak) – 4:30
2. „To nie do wiary” (muz. R. Kniat, sł. J. Sławko) – 4:00
3. „Wspomnienia zmywa deszcz” (muz. R. Kniat, sł. J. Sławko) – 3:40
4. „Dziś cofnąć się nie mogę” (muz. R. Kniat, sł. J. Sławko) – 4:05
5. „Zobacz, gwiazda spadła już” (muz. R. Kniat, sł. A. Kosmala) – 4:35

## Twórcy
źródło:.
- Ryszard Kniat – instrumenty klawiszowe, śpiew (B5)
- Krzysztof Janicki – śpiew
- Tomasz Runke – gitary
- Wojciech Anioła – perkusja

gościnnie
- Urszula – śpiew (A1, B1)
- Jerzy Michalak – gitara
- Daniel Synowiecki – gitara basowa